# Leah Neale
Leah Neale (ur. 1 sierpnia 1995 w Ipswich) – australijska pływaczka specjalizująca się w dowolnym, wicemistrzyni olimpijska i medalistka mistrzostw świata w sztafetach.

## Kariera pływacka
W 2014 roku na mistrzostwach świata na krótkim basenie zdobyła brązowy medal w sztafecie kraulowej 4 × 200 m. Na dystansie 400 m stylem dowolnym z czasem 4:06,45 min zajęła ósme miejsce, a w konkurencji 200 m stylem dowolnym była trzynasta (1:55,35 min).
Podczas mistrzostw świata w Kazaniu w 2015 roku Neale płynęła w sztafecie 4 × 200 m stylem dowolnym, która zajęła szóste miejsce. Indywidualnie startowała na 400 i 800 m kraulem. W pierwszej z tych konkurencji zajęła 21. miejsce (4:13,98 min), a na 800 m stylem dowolnym uplasowała się na 26. miejscu (8:44,38 min).
Na igrzyskach olimpijskich w Rio de Janeiro wraz z Emmą McKeon, Bronte Barratt i Tamsin Cook zdobyła srebrny medal w finale sztafet 4 × 200 m stylem dowolnym.